# Francesco Nerli (1594–1670)
Francesco Nerli (ur. w 1594 we Florencji, zm. 6 listopada 1670 w Rzymie) – włoski kardynał.

## Życiorys
Pochodził ze szlacheckiej rodziny, był wujem kardynała Francesco Nerli. Studiował m.in. matematykę, nauki prawne, literaturę, patrystykę, teologię i filozofię. Po studiach został referendarzem Najwyższego Trybunału Sygnatury Apostolskiej. W sierpniu 1649 przyjął święcenia kapłańskie. 15 lutego 1650 został wybrany biskupem Pistoi. Dwa lata później, 16 grudnia 1652 został arcybiskupem Florencji. 29 listopada 1669 został kreowany kardynałem prezbiterem i otrzymał kościół tytularny S. Bartholomaei in Insula.